# Bílá díra
Bílá díra je v obecné teorii relativity hypotetická oblast prostoročasu do níž nelze zvenku vstoupit, ačkoli hmota a světlo z ní může uniknout. V tomto smyslu je tedy opakem černé díry do níž lze vstoupit pouze zvenku a hmota a světlo z ní nemohou uniknout. Bílé díry se objevují v teorii věčných černých děr. Kromě toho oblast černé díry v budoucnosti je v tomto případě podle Einsteinových rovnic oblastí bílé díry v minulosti. Nicméně toto neplatí pro černé díry vzniklé gravitačním kolapsem. Nejsou známy žádné fyzikální procesy, jimiž by mohla být vytvořena bílá díra a žádná bílá díra ani nebyla nikdy pozorována. Termodynamické zákony také říkají, že se entropie ve vesmíru může pouze zvyšovat nebo zůstávat konstantní. Toto pravidlo by bílé díry porušovaly, protože by entropii snižovaly.
Stejně jako černé díry, i bílé díry by měly mít vlastnosti jako hmotnost, elektrický náboj a moment hybnosti. Bílé díry přitahují hmotu jako jakékoli jiné objekty, avšak předměty padající na bílou díru by nikdy nedosáhly horizontu událostí (ačkoli v případě rozšířeného Schwarzschildova řešení se horizont bílé díry v minulosti stane horizontem černé díry v budoucnosti, takže každý objekt padající na bílou díru nakonec dosáhne horizontu černé díry). Představme si gravitační pole bez povrchu. Tíhové zrychlení je největší na povrchu každého objektu. Ale protože černé díry povrch nemají, zvětšuje se gravitační zrychlení exponenciálně, ale nikdy nedosáhne finální hodnoty, protože neexistuje žádný povrch singularity.
V kvantové mechanice emitují černé díry Hawkingovo záření a tak může dojít k tepelné rovnováze s plynem záření. Vzhledem k tomu, že tepelně rovnovážný čas je časově invariantní, Hawking tvrdil, že časově obrácená černá díra v tepelné rovnováze je opět černá díra v tepelné rovnováze. To může znamenat, že černé a bílé díry jsou totožné objekty. Hawkingovo záření z běžné černé díry je pak ztotožněno s emisemi bílé díry. Hawkingovo záření je reprodukováno v kvantově mechanické AdS/CFT teorii, kde je černá díra v anti-De Sitterově prostoru popsána tepelným plynem v kalibrační teorii, jejíž časově obrácený stav je totožný s původní černou dírou.

## Původ
Možnost existence bílých děr poprvé navrhl Igor Dmitrijevič Novikov v roce 1964. Bílé díry jsou předvídány jakou součást řešení Einsteinových rovnic známých jako maximálně prodloužená verze Schwarzschildovy metriky popisující černou díru s nulovým nábojem a nulovou rotací. Maximální prodloužení se vztahuje k tomu, že by prostor neměl mít v tomto řešení žádné hrany. Pro případné trajektorie volně padajících částic (následující geodetiky) v prostoročasu, by mělo být možné pokračovat v této cestě libovolně daleko do budoucnosti částice, ledaže trajektorie narazí na gravitační výstřednost jako je například ve středu černé díry. Ukázalo se, že má-li být tento požadavek splněn, musí kromě vnitřní oblasti černé díry kam padají částice procházející přes horizont zvnějšku, existovat samostatná oblast bílé díry, která nám umožňuje extrapolovat trajektorie částic, které vnější pozorovatel vidí stoupající vzhůru od horizontu událostí. Pro pozorovatele mimo, který nepoužívá Schwarzschildovy souřadnice, potřebují padající částice nekonečný čas k dosažení horizontu černé díry v nekonečně daleké budoucnosti, zatímco vylétající částice, které projdou kolem pozorovatele cestovaly ven po nekonečnou dobu od překročení horizontu bílé díry v nekonečně daleké minulosti (nicméně, částice nebo jiné předměty zažívají jen konečný vlastní čas mezi překročením horizontu a ukázání se vnějšímu pozorovateli). Existuje jen málo důkazů o existenci bílých děr. Černá díra / bílá díra se zdá "věční" z pohledu vnějšího pozorovatele v tom smyslu, že částice pohybující se ven z vnitřní části bílé díry mohou dojít k vnějšímu pozorovateli kdykoliv, a částice, které cestují směrem dovnitř a které se nakonec dostanou do vnitřní oblasti černé díry mohou také dospět k pozorovateli v libovolném čase.
Stejně jako existují dvě samostatné vnitřní oblasti maximálně prodlouženého prostoročasu, existují také dva oddělené vnější regiony, někdy nazývané "dva různé vesmíry", s druhým vesmírem, který nám umožní extrapolovat několik možných trajektorií částic ve dvou vnitřních oblastech. To znamená, že vnitřní část oblasti černé díry může obsahovat směs částic, které do ní spadly buď z vesmíru (stejně tak pozorovatel, který spadl do černé díry z jednoho vesmíru by mohl vidět světlo, které do ní spadlo z jiného vesmíru), a podobně částice z vnitřní oblasti bílé díry by mohly unikat do jiného vesmíru. Všechny čtyři oblasti mohou být zobrazeny v prostoročasovém diagramu, který využívá Kruskal-Szekeresovy souřadnice.
V tomto prostoročasu je možné přijít s takovými souřadnicovými systémy, že pokud si vybereme hyperpovrch s konstantním časem (sadu bodů, které všechny mají stejné časové souřadnice, takže každý bod na povrchu má prostorupodobnou separaci, dávají to co se nazývá prostorupodobný povrch) a nakreslíme diagram vnoření znázorňující zakřivení prostoru v této době, bude diagram vnoření vypadat jako trubice spojující dvě vnější oblasti. Toto známe jako Einstein-Rosenův most nebo Schwarzschildova červí díra. V závislosti na tom, kde je vybrán prostorupodobný hyperpovrch se Einstein-Rosenův most může buď propojit dva horizonty černých děr v různých vesmírech (s body ve vnitřním prostoru mostu jako součásti oblasti černé díry), nebo dva horizonty bílých děr v různých vesmírech (s body ve vnitřním prostoru mostu jako součásti oblasti bílé díry). Je nemožné použít tento Einstein-Rosenův most k tomu, abychom se dostali z jednoho vesmíru do druhého. Je nemožné vstoupit do horizontu bílé díry z vnějšku, a každý kdo vstupuje do horizontu černé díry z vesmíru nevyhnutelně narazí na singularitu černé díry.
Schwarzschildova maximálně prodloužená metrika popisuje idealizovanou černou/bílou díru, která existuje věčně z pohledu vnějšího pozorovatele. Realistická černá díra vytvořená v konkrétním čase z hroutící se hvězdy by vyžadovala jinou metriku. Když padá hvězdný materiál do černé díry a když tento přidáme do diagramu vývoje černé díry, zmizí část diagramu odpovídající vnitřní části bílé díry. Nicméně rovnice obecné relativity jsou časově reverzibilní (dodržují T paritu), obecná relativita musí umožnit časově opak tohoto typu realistické černé díry zformované z kolabující hmoty. Časově obrácený případ zahrnuje bílou díru, která existuje od počátku vesmíru, a která emituje hmotu, dokud nakonec neexploduje a nezmizí. Bez ohledu na skutečnost, že tyto objekty jsou teoreticky povolené, nejsou brány stejně vážně jako černé díry, protože nejsou známy žádné procesy, které by přirozeně vedly k jejich vzniku. Mohou existovat pouze v případě, že byly vhodně nastaveny počáteční podmínky při vzniku vesmíru. Dále se předpokládá, že bílé díry by byly velmi nestabilní v tom smyslu, že pokud pokud by nějaké malé množství hmoty klesalo k horizontu z vnější strany, zabránilo by explozi bílé díry z pohledu vzdáleného pozorovatele. Hmota emitovaná ze singularity by tedy nikdy nemohla opustit gravitační poloměr bílé díry.

## Výzkum od roku 1980
Na konci 80. let 20. století bylo navrženo, že při kolapsech, při nichž vznikají černé díry by mohlo dojít k velkému třesku, který by vytvořil nový vesmír. Pro pozorovatele v původním vesmíru poté vypadá jako bílá díra.
V roce 2011 se objevila práce popisující velký třesk jako bílou díru. Dále se objevuje pojmenování vzniku bílé díry jako malého třesku a objevuje se názor, že bílé díry vznikají spontánně. Účinek bílé díry se ovšem podle této práce dá pozorovat pouze těsně po události samotné. A konečně práce navrhovala identifikaci jistého druhu gama záblesků jako bílých děr.